# 越後田澤站
越後田澤站（日语：／ Echigo-Tazawa eki */?）是位於新潟縣十日町市田中，東日本旅客鐵道（JR東日本）的飯山線車站。

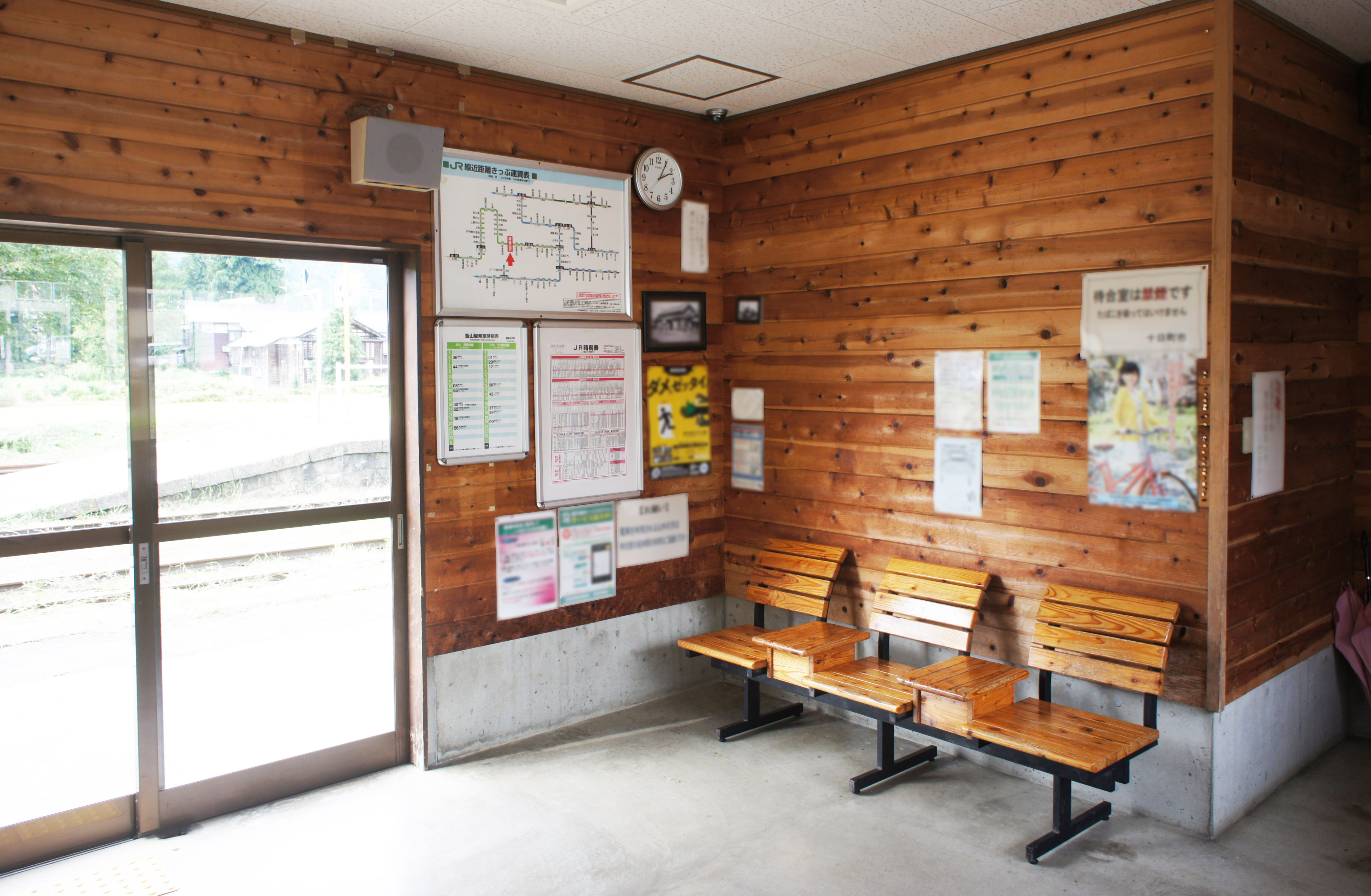
車站內部（2021年9月）

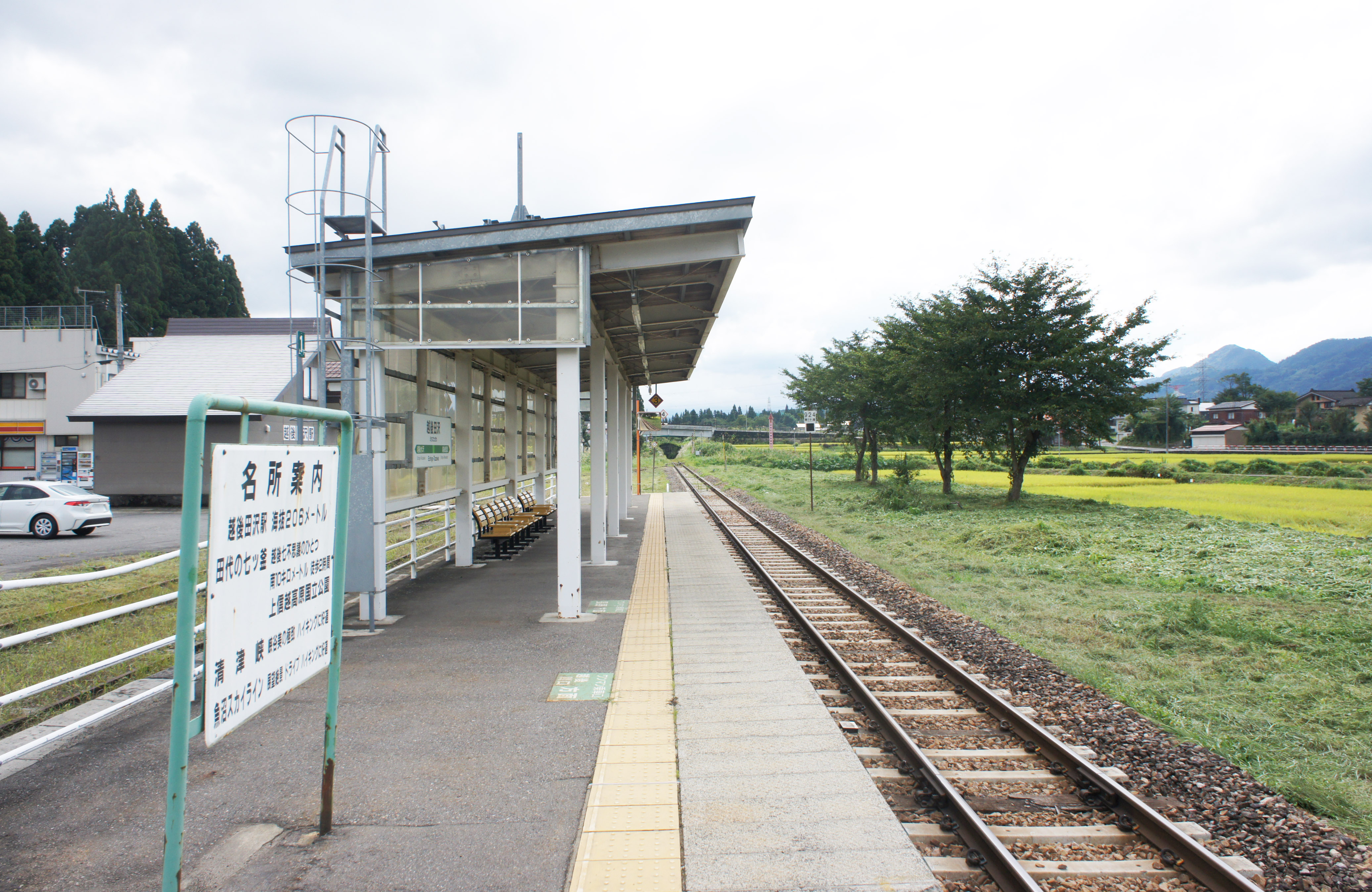
月台（2021年9月）

## 歷史
- 1927年（昭和2年）11月6日：飯山鐵道 越後外丸站（現時為津南站）至此站之間開業，此站啟用[1]。
- 1929年（昭和4年）9月1日：飯山鐵道 此站至十日町站之間開通。
- 1944年（昭和19年）6月1日：隨著飯山鐵道國有化，飯山鐵道編入至運輸通信省（後來為日本國有鐵道）飯山線。
- 1987年（昭和62年）4月1日：伴隨國鐵分割民營化，車站由東日本旅客鐵道（JR東日本）營運。
- 1990年（平成2年）4月1日：成為簡易委託車站。
- 1993年（平成5年）4月1日：成為無人車站。
- 2001年（平成13年）：翻新車站主建築。[1]。

## 車站構造

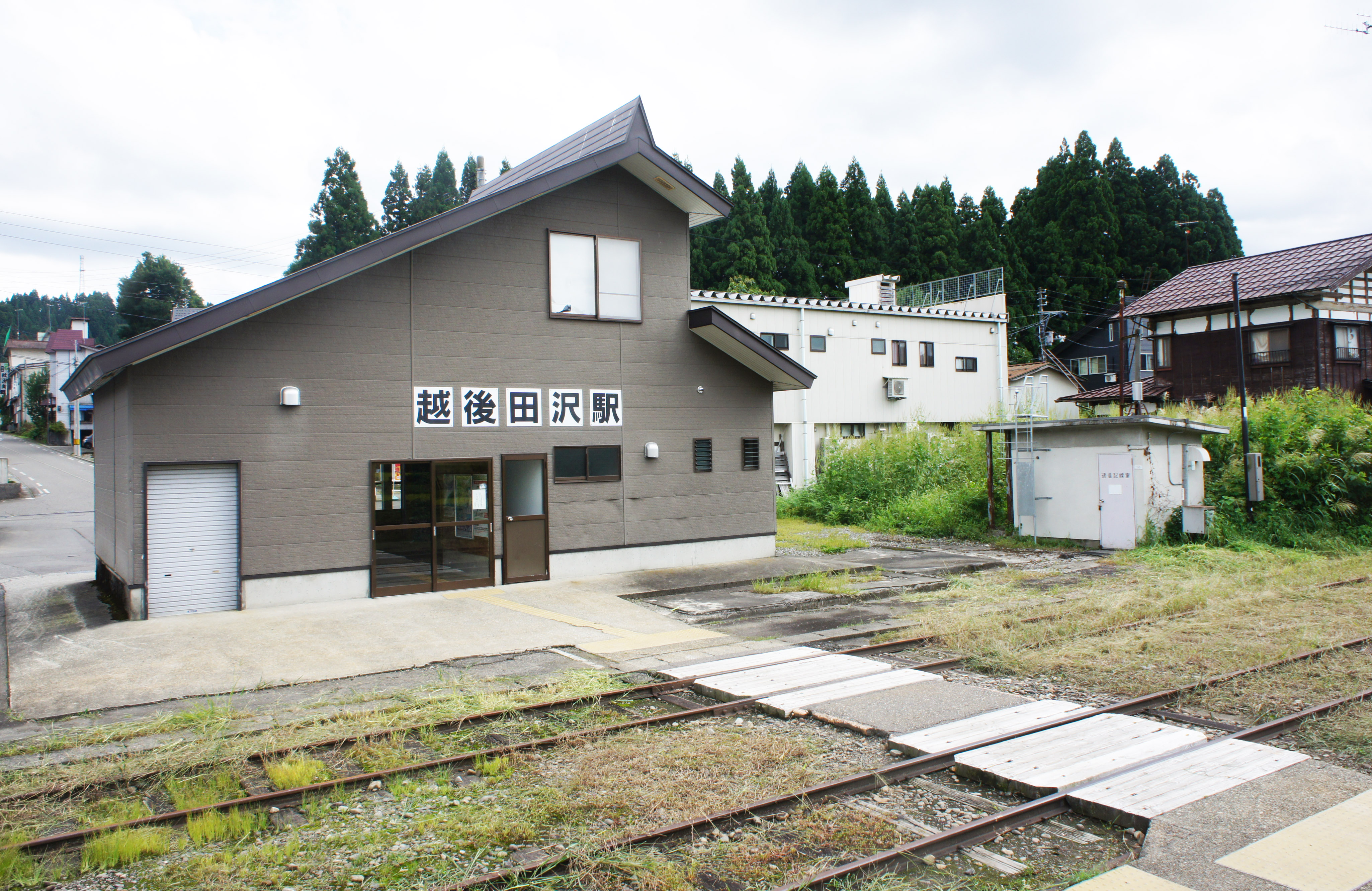
平交道（2021年9月）

本站是地面車站，設有1面1線的單式月台。此站另外曾經設有1面2線的島式月台，靠近車站建物的路軌已經停用，現成為了側線。此站是由十日町站管理的無人車站。現時的車站在2001年（平成13年）啟用，車站內設有廁所。

## 車站周邊

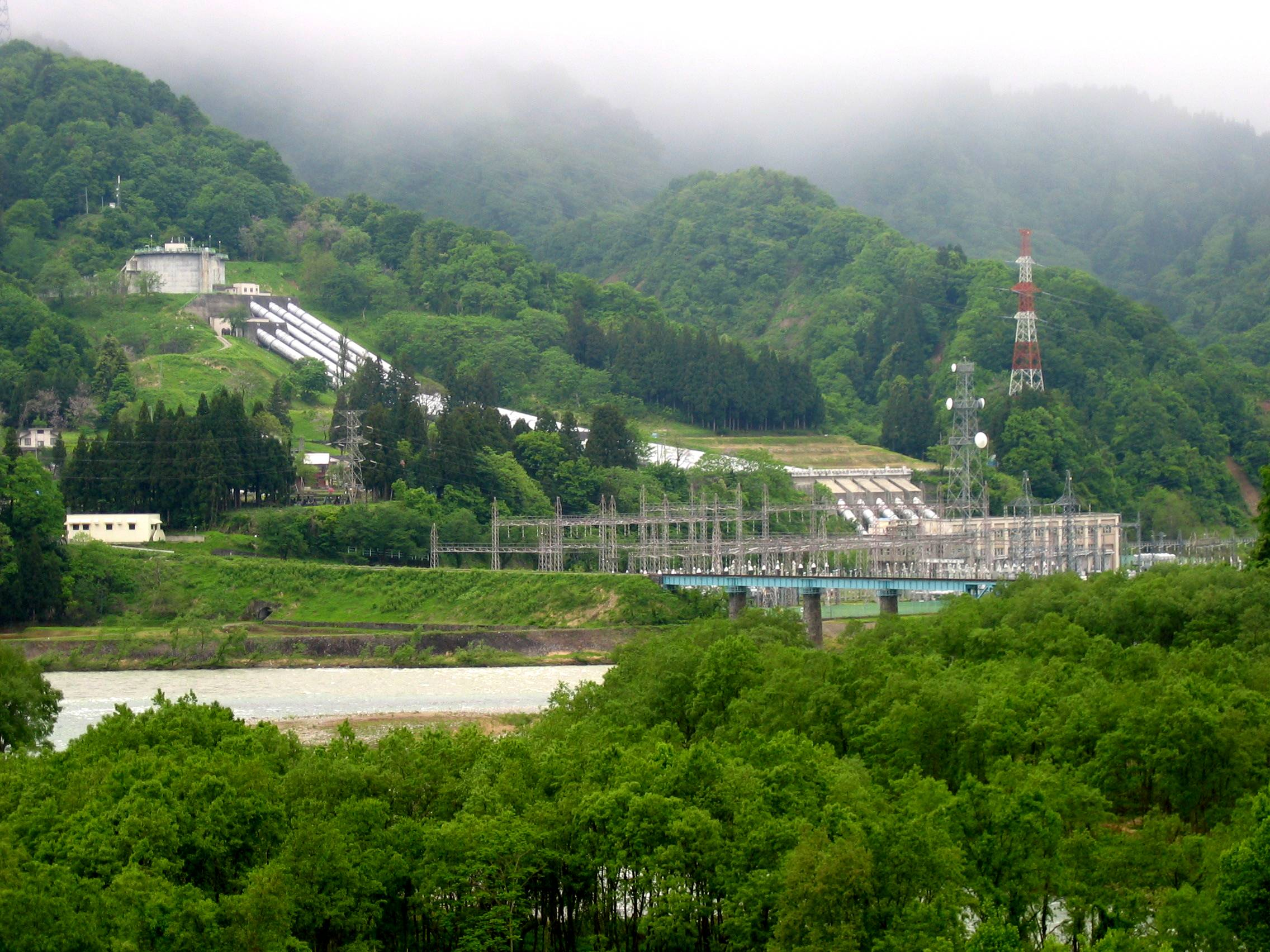
東京電力信濃川發電站

- 國道117號（日语：国道117号）
- 國道353號（日语：国道353号）
- 十日町市政廳 中里分所[1]
- JA十日町 中里分店
- 越後田澤郵局
- 十日町市立田澤小學
- 東京電力信濃川發電站（日语：西大滝ダム）（在信濃川對岸也有）
- 宮中壩（日语：宮中ダム）

- 東京電力信濃川發電站

## 巴士路線

津南町內與周邊的巴士路線圖。此站（附近）設有粉紅色、綠色、藍色巴士路線。

此站連接國道117號的路上設有「醫院前」巴士站，在該國道上設有「中里支所前」、「山崎」巴士站，該三座巴士站設有南越後觀光巴士路線運行。詳情可參閱「十日町市公共交通地圖 （页面存档备份，存于）」。
- 十日町站前～妻有購物中心前～新宮（土市站前）～宮中～中里～倉俁～田代線
最近的巴士站是「中里支所前」
- 十日町～中里～津南線
最近的巴士站是「山崎」、「中里支所前」
- 《急行》 森宮野原站～津南～清津峽～越後湯澤線
最近的巴士站是「山崎」

## 相鄰車站
東日本旅客鐵道（JR東日本）
■飯山線
越後鹿渡－越後田澤－越後水澤

## 注腳
1. 1 2 3 4 5 6 7 8 9 10 11 12  . 週刊朝日百科. 21号 新潟駅・弥彦駅・津南駅ほか. 朝日新聞出版. 2012-12-30: 27 （日语）.

## 外部連結
- 車站資訊（越後田澤）：東日本旅客鐵道（日語）